# Локалита Пјан д'Арми (Пезаро и Урбино)
Локалита Пјан д'Арми је насеље у Италији у округу Пезаро и Урбино, региону Марке.
Према процени из 2011. у насељу је живело 8 становника. Насеље се налази на надморској висини од 312 м.